# 高等教育自学考试
高等教育自学考试，简称自学考试或自考，是中国大陆的一种对自学者进行以学历考试为主的，个人自学、社会助学和国家考试相结合的高等教育制度。该制度创立于20世纪80年代初，是新型的开放式的社会化教育形式。参加考试者不受性别、年龄、职业、民族和已受教育程度的限制。近年来，已为美国、英国、法国、德国、日本、澳大利亚、加拿大等众多国家的认可和承认。

## 历史
1981年，中国开始试行高等教育自学考试（以下简称“自学考试”）。1988年，国务院颁布《高等教育自学考试暂行条例》，以行政法规形式确定自学考试是“个人自学、社会助学、国家考试相结合的高等教育形式”。1988年，《中华人民共和国高等教育法》规定：“国家实行高等教育自学考试制度”，以法律形式确定自学考试是我国高等教育的基本制度之一。

## 学历层次
考生按省级教育考试机构规定的时间和地点报名并参加考试，在取得一门以上（含）课程合格成绩后，由省级教育考试机构为其建立考籍管理档案。考生在取得专业计划规定的全部课程合格成绩、完成主考学校毕业考核或论文答辩等其他教学实践任务、经思想品德鉴定合格后，可获得毕业证书，国家承认学历。
自学考试现有专科、本科两个学历层次：
- 专科层次参照高等职业教育相同或相近专业的人才培养要求，统称为专科，原有的基础科段专业正逐步取消。
- 本科层次参照普通高等学校同专业或相近专业专升本课程体系和人才培养要求，面向具有专科及专科以上学历的各类专业背景人员继续学习设置，统称为专升本，原有的本科、本科段、独立本科段等专业正逐步取消。

## 考试

### 报名
自学考试的报名时间一般安排在考试前一个月左右。所有中华人民共和国公民皆可不受限制的根据自身的工作、兴趣等以及专业课程设置等参加自学考试，但对有特殊要求的专业（如：医学类专业），考生须符合有关规定要求才可报考，具体以各省教育考试机构而定。军队内的自学考试只接受军队人员报名，不对社会开放。

### 考试科目
一般来说，自学考试专科各专业的考试课程总数不少于15门、总学分不少于70学分；本科（专升本）专业的各考试课程总数不少于13门、总学分不少于70学分。
笔试考试内容按命题方分可以分为全国统一命题课程和省级命题课程两类，前者由国家教育考试机构或指定的命题中心组织负责命题，后者为各省内使用并由该省教育考试机构组织或省际间联合组织命题的课程。
实践类考试内容包括：课程实验（实践）、专业实习、课程设计、毕业论文（设计）和其他专门技能等，考察考生对所学知识和技能的运用和解决实际问题的能力。

### 时间
一般地，全国性的自学考试课程考试每年上半年和下半年各集中安排一次，上半年安排在四月份，下半年安排在十月份，考试时间全国统一，各省份不得自行另外安排。个别省市在每年一月或七月也会安排部分省级命题课程考试。
实践类课程，包括毕业论文等的报名及考核工作由主考院校具体实施。
课程考试时间安排一般会提前向社会公布，考生可在所在地省级教育考试机构查询。

## 考试的机构与学制

### 全国高等教育自学考试委员会
全国高等教育自学考试委员会直属教育部，负责根据国家的政策法规制定自学考试的具体政策和业务规范、制定和审定自学考试的可开考专业清单及课程大纲、对各省、直辖市、自治区和军队请求开考的专业进行审批、对自学考试的有效性进行进行审查以及组织对自学考试的研究工作。

### 省级和军队教育考试机构
各省、直辖市和自治区的负责教育的行政部门设有本地区的自学考试委员会，负责开展本地区的考试工作和考籍管理、拟定本地区的开考专业并指定主考院校以及对毕业生进行终审并与主考院校颁发毕业证书。
中国人民解放军高等教育自学考试委员会职责与地区高等教育自学考试委员会一致。

### 学制
自学考试实行课程学分累计制，除已停考专业外，没有学年限制。专业计划的课程学习和考试时间长度因考生个体不同存在差异性，正常情况下，专科一般为2至3年，专升本（以专科毕业起点计起）一般为2至3年。

## 考籍
与中国其它的继续教育形式不同，自学考试不设学籍，只设置考籍。
考生在一个省份参加自学考试并成功取得至少一个合格成绩后即可建立考籍，无需考生特别申请，考籍记录了考生的身份信息和在本省份参加自学考试的直至其申请毕业前的所有合格成绩。

### 转考
对于因各种原因需要跨省考试的，可以申请自考转考。每年有两次转考时间。一般地，应先取得转入地自考准考证（考籍）后，考生向转出地省级教育招生考试机构申请考籍转出，再由转出转入两地省级教育招生考试机构通过“高等教育自学考试省际转考数据交换平台”进行考籍转移（2016以前通过机要传递）完成转考。
教育部规定，考生应在转入地得专科专业不少于5门或本科专业不少于4门的课程合格成绩才可申请毕业，另外，不同省份可能还会对考籍转入和转出做出其它限制，同一专业不同地区课程也可能设置稍有不同，转考考生应当仔细向两地考试机构了解清楚。考生应注意转入转出两地的相关考籍规则。

## 毕业
依据《高等教育自学考试暂行条例》规定，自学考试毕业证书由省（市/自治区）考委颁发，并由主考学校进行副署。为体现国家考试的严肃性、权威性，自2003年起，自学考试毕业证书由全国高等教育自学考试指导委员会统一制作，与普通高等教育和其他继续教育学历一样，在中国高等教育学生信息网（学信网）进行电子注册并可查询认证。

### 时间
自学考试有统一的毕业办理时间，一般为每年六月和十二月。

### 毕业条件
考生须通过所考专业的所有课程（公共课程、专业课程和实践课程）方可毕业。本科考生还必须拥有在中国大陆地区承认的专科或以上学历并通过论文答辩后才可毕业，如果是外语专业本科（如：英语、日语专业）考生，必须使用所学专业的外语撰写毕业论文。

### 学位授予
对于本科毕业生，考生可申请学士学位，其由主考院校依照《中华人民共和国学位条例》授予，具体规定因主考院校而不同，符合规定的毕业生可申请相应的学士学位。

## 高校扩招的影响
在高校扩招前， 最易吸引到自考行列的是高考落榜生，还有学中专中技一类的人员，在高校扩招后，高考落榜生少了，自考生已呈逐年下滑趋势，一间试室可能坐到2至6~7个考生不到。有教育考试机构尝试发动高校里的学子来学第二门专业，或设立一些符合某些单位报考的专业，发动该单位人员报考，或转向农村，发动农村孩子报考，才保持不降反升的势头。
自考主考学校是指由省考委遴选专业师资力量较强的全日制普通高等学校，负责某一专业的自学考试相关工作，包括：参与制订专业考试计划和课程考试大纲，参与命题和评卷，负责有关实践性学习环节的考核，在毕业证书副署，办理省考委交办的其他有关工作。
自考中的专业与主考学校是一一对应，具有唯一性，但也有个别专业，专科段和独立本科段是由不同的学校来主考的，把所学专业全部通过并经过毕业论文答辩合格后就颁发主考院校的毕业证书，但并不等于只有主考院校能开设这个专业的学习，只要具有高等教育资质的学校，经当地省考委批准后才可开设由其他学校主考的专业。

## 助学机构
助学机构分类：第一种是学校，第二种是办学单位。  有些机构，打着某某大学(主考院校)的旗号，招来高考落榜生，考试则参加自考，只管赚钱，教学设施和师资质量均没保证——这点在多数私立学校中已成为主流，需要全社会的监督与谨慎观察。
需要注意的是：办学单位与学校是不同的概念，办学单位最多只能提供“培训”“咨询”等基本服务项目，而很多办学单位都用自己学校享有“合作办学资格”等冠冕堂皇的字眼蒙蔽学生与家长，所以请一定要提高警惕。实际上，多数所谓的“合作办学”的学校只是普通的助学单位而已。一个机构如果要有“学校”的办学条件应当出示该机构的教育防伪编码，同时也要有人教字、教字编号。防伪编码是唯一的，在教育局得到注册并肯定的，每个教育许可编码也只能查到一个学校的名称，如果不是，则该机构不是一个学校。此外，如果该机构是学校，则工商牌照的经营许可项目仅为“教育教学”，不会出现“培训”、“留学培训”等项目。

## 与成人高考相比
- 由于自考及格率低，一次考试（专业课程）只有三成左右的人及格，能够在两年内科科都及格过关的机率很小，经常情况是几年有些甚至长达十多年才能毕业，因此自考相对成人高考难度更大；但是近年有些地区出现了独立办班小自考，通过率和大自考有很大的差别；一般来说全日制的小自考的通过率能达到60%或以上。以前很多人都会选择较易过关毕业的成人高考来获取大学文凭，但随着成人高考考试通过率越来越高，越来越趋于形式化，社会认可度越来越低，成人高考人数亦因此逐年下滑；反之，自考的毕业证含金量和社会认可度越来越高，越来越多的外企更偏向于聘用自考生。
- 自1998年后，根据国家规定，成人高考已经不允许接受全日制教育了。原因有几点：
  - 成人高考主要面向在职人士，一般在业余时间完成学业。
  - 一些学校或者机构打着名牌高校的名义去招收一些应届高中毕业生，进行全日制教学。由于难度很低，含金量偏低，导致学生毕业后质量偏低。
  - 自考有一定的难度（考试难度不亚于统招），比较适合一些落榜生（应届毕业生，中专毕业生）进行全日制学习，而且有很多机构都依附于当地的大学，设施和教学有一定保障。
- 一般来说，成人高考都是业余学习，所以学费偏低；它和业余自考的学费相当。全日制的自考的学费相对的来说要高一些。